# Girl’s Garden
Girl's Garden (яп. ガールズガーデン Га:рудзу Га:дэн)— компьютерная игра в жанре экшена и симулятора свиданий, которая была разработана и издана компанией Sega для игровой приставки SG-1000 либо в 1984, либо в 1985 году. Игровой процесс концентрируется на девочке, которая должна собирать цветы для того, чтобы завоевать любовь мальчика. Это дебютная работа Юдзи Наки и Хироси Кавагути, программистов Sega. В дальнейшем Нака стал соавтором серии Sonic the Hedgehog, а Кавагути стал сочинять музыку для популярных аркадных игр Sega. Girl’s Garden считается простой и технически впечатляющей игрой для SG-1000, а также одной из первых заметных симуляторов свиданий. Некоторые обозреватели раскритиковали аспект внутриигровых взаимоотношений.

## Игровой процесс

После успешного прохождения уровня девушка преподносит цветы мальчику

Girl’s Garden — экшен аркадного стиля и симулятор свиданий. Игрок управляет молодой девушкой по имени Папри (яп. パプリ Папури), которая должна собирать цветы, чтобы завоевать расположение мальчика. Во время каждого раунда игрок должен собрать определённое количество цветов и принести их мальчику до того, как истечёт время и мальчик встретит другую девочку. Этапы построены в виде лабиринтов и населены враждебными существами, такими как медведи. Девушка имеет ограниченный набор усилений, которые помогают ей избегать противников.

## Разработка
Girl’s Garden стала первой игрой, разработанной для компании Sega программистами Юдзи Нака и Хироси Кавагути. После того как Нака в апреле 1984 года присоединился к компании, его руководитель в рамках первого месяца тренировок дал ему задание на разработку игры для девочек. Нака начал совместную работу с Кавагути, другим новичком-программистом, и через два месяца они продемонстрировали свой прогресс в разработке Girl’s Garden своему руководителю. Тот решил, что игра достаточно хороша для того чтобы закончить её полностью и выпустить для приставки SG-1000.
Разработка Girl’s Garden заняла пять месяцев. Аппаратные ограничения усложнили прокрутку экрана и отображение большого количества спрайтов. Ограничения аппаратного обеспечения усложнили одновременную прокрутку экрана и отображение большого количества спрайтов. Так как игровая консоль могла выводить на экран только четыре спрайта на каждую растровую строку, Нака и Кавагути решили отрисовывать медведей на заднем плане. Также было сложно одновременно прокручивать фон, перемещая медведей и при этом анимируя распускающиеся цветы. Музыка и звуки были запрограммированы Тору Накабаяси и Кацухиро Хаяси.
На изготовление ПЗУ микросхем для картриджей ушло три месяца. Sega выпустила около 80 000 экземпляров Girl’s Garden, из которых была продана половина. По данным японского журнала Sega Saturn Magazine, игра была выпущена в декабре 1984 года. Однако в интервью 2002 года Нака не согласился с этим, заявив, что, насколько он помнит про время разработки и производства игры, она не могла быть выпущена в том году. Вместо этого он сказал, что игра вышла в феврале 1985 года, и вспомнил, что его руководители предупреждали о том, что в феврале игры продаются плохо.

## Восприятие и наследие
В своих обзорах для USgamer, Джереми Пэриш назвал Girl’s Garden «безобидной, малозначительной» и простой игрой, а Боб Мэкки написал, что это была «одна из наиболее впечатляющих с технической точки зрения игр» для SG-1000. Мэкки счёл, что у игры «милый» внешний вид, скрывающий за собой «сомнительные» тона созависимых отношений. Пэриш раскритиковал игру за то, что она поставила героиню в роль девочки «пытающейся завоевать симпатии мальчика, а не спасти его». Обозреватель Ars Technica назвал Girl’s Garden и Tenshitachi no Gogo «значительными ранними симуляторами свиданий».
Girl’s Garden была переиздана в 2006 году на абонентском игровом сервисе GameTap. Игру также можно разблокировать в сборнике Sega 3D Fukkoku Archives 3: Final Stage для портативной приставки Nintendo 3DS, если у игрока есть сохранения из предыдущей версии, Sega 3D Fukkoku Archives. Игру планировалось выпустить в онлайн-сервисе Sega Forever.
Юдзи Нака стал одним из самых известных программистов в игровой индустрии. Наибольшую известность он получил после создания игры Sonic the Hedgehog 1991 года. Кавагути стал композитором Sega и написал музыку для таких аркадных игр, как Hang-On и Out Run.